# Pyrgilauda
Pyrgilauda – rodzaj ptaków z podrodziny wróbli w obrębie rodziny wróbli (Passeridae).

## Rozmieszczenie geograficzne
Rodzaj obejmuje gatunki występujące w Azji.

## Morfologia
Długość ciała 12–15 cm, masa ciała 20–35 g.

## Systematyka
Rodzaj zdefiniował w 1871 roku francuski botanik i ornitolog Jules Verreaux w artykule poświęconym notatkom o nowych gatunkach ptaków zebranych przez opata Armanda Davida w górach chińskiego Tybetu, opublikowanym w czasopiśmie Nouvelles Archives du Muséum d’Histoire Naturelle de Paris, Bulletin. Gatunkiem typowym jest (oznaczenie monotypowe) śnieżka mongolska (P. davidiana).

### Etymologia
Pyrgilauda: zbitka wyrazowa nazw rodzajów: Pyrgita Cuvier 1817 (wróbel) oraz Alauda Linnaeus, 1758 (skowronek).

### Podział systematyczny
Do rodzaju należą następujące gatunki:
- Pyrgilauda theresae (R. Meinertzhagen, 1937) – śnieżka maskowa
- Pyrgilauda ruficollis (Blanford, 1871) – śnieżka rdzawoszyja
- Pyrgilauda davidiana J. Verreaux, 1871 – śnieżka mongolska
- Pyrgilauda blanfordi (Hume, 1876) – śnieżka płowa